# 额亦都
额亦都（穆麟德轉寫：eidu；1562年—1621年）世居长白山英锷峪，钮祜禄氏，父都陵阿，隶属于满洲镶黄旗。为后金开国五大臣之首。康熙朝重臣遏必隆的父亲，孝昭仁皇后的祖父，孝和睿皇后為八世孙(一作六世)；孝穆成皇后為第六代後人；據杜家骥慈安太后亦為其後人。清太祖努尔哈赤和额亦都為好友。
根据相关记载，额亦都有五位妻子，分別是一名姓氏失传的妻子、清太祖努尔哈赤的伯父觉罗武功郡王禮敦巴圖魯之女郡主觉罗氏、佟殷氏夫人姐妹、努尔哈赤第四女穆库什和碩公主。以及十七个兒子和十二个女儿。
- 额亦都與孝聖憲皇后的曾祖父额亦腾为堂兄弟。
- 儿子
  - 长子班席，失姓氏夫人出
  - 次子达启，觉罗氏夫人出
  - 三子车尔格，觉罗氏夫人出（孝贞显皇后出自這支）
  - 四子涵岱，佟殷氏夫人之妹出
  - 五子阿达海，佟殷氏夫人出
  - 六子达隆蔼，觉罗氏夫人出（孝和睿皇后出自這支）
  - 七子冒海，觉罗氏夫人出
  - 八子图尔格，觉罗氏夫人出，父亲逝世后依收继婚习俗，娶继母穆库什（嘉慶帝恭順皇貴妃 出自這支）
  - 九子图尔席，失姓氏夫人出
  - 十子益而登，觉罗氏夫人出
  - 十一子熬德，妾室出
  - 十二子额森，觉罗氏夫人出
  - 十三子超哈而，觉罗氏夫人出
  - 十四子格而特，觉罗氏夫人出
  - 十五子索欢，觉罗氏夫人出
  - 十六子遏必隆，和碩公主穆库什出（孝昭仁皇后、孝穆成皇后、乾隆帝誠嬪及順貴人出自這支）
  - 十七子索索珲费扬古，和碩公主穆库什出，夭折
- 女儿，除四女外，其余八女所适姓氏无考
  - 一女为清太宗元妃（皇太極的嫡福晉）
  - 一女適贝子尼堪
  - 一女適正白旗一等子都统吴拜
  - 一女为济尔哈朗嫡福晋。

## 延伸阅读
[在维基数据编辑]
 《清史稿·卷225》，出自趙爾巽《清史稿》